# Leptopenus antarcticus
Espèce
Statut CITES
Leptopenus antarcticus est une espèce de coraux appartenant à la famille des Micrabaciidae.